# Cessna 195
Le Cessna 190 et le Cessna 195 Businessliner sont une famille d'avions légers à aile haute, train d'atterrissage conventionnel et propulsés par un moteur radial, fabriqués par Cessna entre 1947 et 1954. Le modèle 195 a également été utilisé par l'US Air Force, l'US Army et l'Army National Guard comme avion de transport et avion de liaison léger, sous les appellations militaires de LC-126 puis U-20.